# ＃リモラブ 〜普通の恋は邪道〜
『#リモラブ 〜普通の恋は邪道〜』（リモラブ ふつうのこいはじゃどう）は、2020年10月14日から12月23日まで日本テレビ系「水曜ドラマ」で放送されていたテレビドラマ。主演は波瑠。『きょうは会社休みます。』や『世界一難しい恋』を手掛けた制作陣が送る恋愛弱者のラブコメディー第3弾。地上波・ゴールデンのドラマとしては初の「コロナのある世界観を真っ正面から描く」作品であるとしている。

## あらすじ
「鐘木パルプコーポレーション」に勤務する産業医の大桜美々は、美人でモテないわけではなかったが、ドSぶりが災いし彼氏が長続きしなかった。
そんなある日、精神科医の富近ゆりから勧められたオンラインゲームを「草モチ」のハンドルネームで挑戦していると、「檸檬」というユーザーとチャットすることになる。
他愛もないやり取りを通じ、檸檬に恋した美々は、送られて来た写真をきっかけに檸檬が社内の人間であることを知る。

## キャスト
大桜美々（おおざくら みみ）〈28〉
演 - 波瑠
本作の主人公。福岡市博多区出身。鐘木パルプコーポレーション、通称『カネパル』の企業内診療室勤務の産業医。
鋭い洞察力と観察力の持ち主だが、完璧主義者で口うるさい性格なので、社内では「診療所の独裁者」と恐れられている。檸檬の正体を探っている。
2011年当時の恋人との破局を発端に、男を食べ物に例え揶揄する癖が付く様になる。
ゲーム内でのハンドルネームは『草モチ』。
青林風一（あおばやし ふういち）〈33〉
演 - 松下洸平
カネパルの人事部社員。愛称は「アオちゃん」。岩手県出身。
一見するとカッコよく見えるのだが、背広以外の私服がダサく、センスが悪いと言う設定。一方でベトナム語・モンゴル語・ヒンディー語・ジャワ語を流暢に喋るマルチリンガル（第6話）。周囲からは優しさは認められており、五文字が受け止め男子と表現する（第6話）。女性と付き合う時の決断に時間がかかる。
10年前の入社当時はイケている社員として注目されていたが、海外事業部に配属されて以降、部署を転々として「仕事のできないダメダメ社員、アホ林」と言われていた。現在は、朝鳴部長に語学力を買われた人事部で、調整力や聞く力によるコミュ力で、本領を発揮しつつある。
実は『檸檬』の正体である。
美々曰く「添え物のキャベツ」。沙織曰く「マシュマロ」。ゆり曰く「海老天」。
五文字順太郎（ごもじ じゅんたろう）〈27〉
演 - 間宮祥太朗
カネパルの新入社員。愛称は「ゴモちゃん」。
入社早々仕事に身が入らず、退職も考えていたが、新型コロナウイルス の緊急事態宣言で始まったテレワークを楽しむようになり、テレワーク終了後の現在は徐々に仕事に馴染んできている。
美々曰く「ビーフジャーキー」。
『檸檬』と偽って美々と急接近する。正体がバレた後は『檸檬2』としてたびたび美々の相談に乗る。
八木原大輝（やぎはら だいき）〈22〉
演 - 髙橋優斗 （HiHi Jets/ジャニーズJr.）
カネパルの企業内診療室勤務の新人看護師。
社交的な性格の若者だが、時折美々に誤った恋愛のアドバイスを送ることがある。
居酒屋「おと」の乙牧栞と交際しており、自他ともに認める「バカップル」である。第9話で栞にプロポーズするも、子供の頃から夢だった看護師の仕事を辞めないでほしいとの思いから断られるも、後日、居酒屋も看護師も両方続けられるよう考えると告げるとプロポーズを快諾される。
視聴者への語り手も兼任する。
美々曰く「回転寿司」。
岬恒雄（みさき つねお）〈31〉
演 - 渡辺大
カネパルの営業部社員。
営業マンとしてはやり手ではあるが、会社の利益を大事にするがあまり、考え方の違いから美々とはよく衝突する。
美々曰く「豚骨ラーメン」。
朝鳴肇（あさなり はじめ）〈48〉
演 - 及川光博
カネパルの人事部長。
明るい性格で、どこか昭和のラテン風な雰囲気を漂わせている。妻とは今年に入って別居状態となり、息子の保にきちんと説明しなければと思っていた先のコロナ騒動だった。
富近からは「はじめちゃん」と呼ばれる。美々曰く「トンカツ」。
朝鳴保（あさなり たもつ）〈11〉
演 - 佐久間玲駈（ジャニーズJr.）
朝鳴肇の息子。
両親が離婚したことは知っており、肇のことを嫌ってはいない。素直で屈託がない小学5年生。一方で「忖度」の意味を理解し、大人を気遣う面もある。
美々曰く「目玉焼き」。
我孫子沙織（あびこ さおり）〈25〉
演 - 川栄李奈
カネパルの人事部社員。
青林の元彼女。明るくて愛想の良い性格。
乙牧ひろ吉（おとまき ひろきち）
演 - 西堀亮（マシンガンズ）
栞の父で居酒屋「おと」の店主。
コロナ感染拡大予防のため、一時休業を余儀なくされた店の経営に悩む。
美々曰く「コンニャクの甘辛煮」。　
乙牧栞（おとまき しおり）
演 - 福地桃子
父の経営する居酒屋「おと」の一人娘。
八木原と交際関係にあり、お弁当を作ってあげたりしているが、その事実を父には話せていない。
富近ゆり（とみちか ゆり）〈39〉
演 - 江口のりこ
1981年生まれ。鐘木パルプコーポレーションの健康管理室に勤務する精神科の非常勤医師。朝鳴曰く「ゆりっぺ」。
悠々自適の独身生活を送っており、恋愛は大いに歓迎するが結婚願望は全くない。
美々に核心を突いた恋愛アドバイスを送る。
深杉明彦（ふかすぎ あきひこ）
演 - 今井隆文
カネパル健康管理室の嘱託医。
大学病院から健康管理室に週2回来ている内科の嘱託医。美々から尊敬と信頼を得ている。
美々曰く「海苔の佃煮」。
駒寺夏樹（こまでら なつき）
演 - ついひじ杏奈
カネパル健康管理室の看護師。
笠舞蓮（かさまい れん）
演 - 萩原利久（第5話 - ）
営業部新入社員。岬の後輩。
北野徹（きたの とおる）
演 - 朝妻徹
人事部社員
杉本星也（すぎもと せいや）
演 - せーや（第2PK）
人事部社員
森田ようこ（もりた ようこ）
演 - 橋爪ヨウコ（こじらせハスキー）
人事部社員

### ゲスト
第2話
檸檬（れもん）
演 - 松陰寺太勇（ぺこぱ）
声の出演のみ。美々の理想として登場。

第4話
青林菊太郎（あおばやし きくたろう）
演 - 山崎一
風一の父。当時風一と交際が進行しつつあった我孫子さんに挨拶するため岩手から上京。Go To トラベルを利用してホテルに宿泊。

第6話
ラーメン屋台の店主
演 - 滝沢秀一（マシンガンズ）

第8話
青林典子（あおばやし のりこ）
演 - 石野真子
風一の叔母。岩手の高校で英語教師をしており、英語の他、ベトナム語、モンゴル語、ヒンディー語、ジャワ語、スペイン語を話すマルチリンガル。風一の父に代わって、風一の幼馴染ユキちゃんの結婚話を進めに上京し、風一と共に美々宅を訪れる。

## スタッフ
- 脚本 - 水橋文美江
- 演出 - 中島悟、丸谷俊平、鈴木勇馬
- チーフプロデューサー - 加藤正俊
- プロデューサー - 櫨山裕子、秋元孝之
- 音楽 - 得田真裕
- 主題歌 - 福山雅治「心音」（AMUSE / UNIVERSAL J）[8]
- 医療監修 - 有村有紀子
- 看護指導 - 依田茂樹
- 動画提供 - 坪田和寛久『今日ヤバイ奴に会った』
- 制作協力 - オフィスクレッシェンド
- ゲーム製作 - 株式会社ドキドキグルーヴワークス
- 製作著作 - 日本テレビ

## 放送日程
| 話数                                                                         | 放送日   | ラテ欄                                                 | 演出     | 視聴率 |
| ---------------------------------------------------------------------------- | -------- | ------------------------------------------------------ | -------- | ------ |
| 第1話                                                                        | 10月14日 | ネオラブコメ到来! コロナぼっちからから始まる秘密の恋は | 中島悟   | 8.7%   |
| 第2話                                                                        | 10月21日 | 恋した檸檬の正体が早くも判明 理想と現実!? 苦悩する女心 | 中島悟   | 8.0%   |
| 第3話                                                                        | 10月28日 | SNS恋愛の悲劇!? リアルデートであんた誰?                | 丸谷俊平 | 8.1%   |
| 第4話                                                                        | 11月04日 | まさかの相手に揺れる思い…心通じる瞬間                  | 中島悟   | 7.5%   |
| 第5話                                                                        | 11月11日 | SNSでは相思相愛…気づいて相手はワタシ!                  | 鈴木勇馬 | 8.1%   |
| 第6話                                                                        | 11月18日 | 告白で大パニック! 受けとめ系男子の攻略法               | 中島悟   | 7.9%   |
| 第7話                                                                        | 12月02日 | リアルイチャコラ期到来! SNSの仮面バレた                | 丸谷俊平 | 7.3%   |
| 第8話                                                                        | 12月09日 | 恋を終わらせない! 結婚一直線に強敵叔母上京             | 中島悟   | 6.3%   |
| 第9話                                                                        | 12月16日 | 3つの恋最終章へ! 流星群の下満天プロポーズ              | 丸谷俊平 | 7.8%   |
| 最終話                                                                       | 12月23日 | 凸凹カップル大団円! 幸せ聖夜をあなたにも               | 中島悟   | 8.5%   |
| 平均視聴率 7.8% （視聴率はビデオリサーチ調べ、関東地区・世帯・リアルタイム） |          |                                                        |          |        |

- 11月25日は『日テレ系音楽の祭典 ベストアーティスト2020』（19時 - 22時54分）放送のため休止。

## スピンオフドラマ
『恋愛進化論』（れんあいしんかろん）のタイトルで、2020年11月4日の本編第4話の放送終了後からHuluで配信。全3回（第4話・第7話・最終話の本編放送終了後）。
沙織の内面とユニークな恋愛観に行き着くまでの道のりを、愉快かつディープに描いた作品。
キャスト（恋愛進化論）
- 我孫子沙織（主人公）- 川栄李奈
- 警察官（所轄の遺失物係）- 勝村政信[11]

ゲスト（恋愛進化論）
- 吉村信平 - 駿河太郎（第2話）
- 織田 - 葉山奨之（最終話）

スタッフ（恋愛進化論）
- 脚本 - 兵藤るり
- チーフプロデューサー - 加藤正俊
- プロデューサー - 大護彰子、西澤桂
- 演出 - 丸谷俊平、土岐洋介

配信日程
| 各話   | 配信日   | サブタイトル                             |
| ------ | -------- | ---------------------------------------- |
| 第1話  | 11月04日 | バレッタ! 心のストッパー                 |
| 第2話  | 12月02日 | スリッパ! 足と心のリリーフ               |
| 最終話 | 12月23日 | 消えるタトゥー、どちらとも言えない赤い傘 |